# Mesoixys otaria
Mesoixys otaria is een eenoogkreeftjessoort uit de familie van de Notodelphyidae. De wetenschappelijke naam van de soort is voor het eerst geldig gepubliceerd in 1965 door Illg & Dudley.